# Lepenica (région)
Pour les articles homonymes, voir Lepenica.
La Lepenica (en serbe cyrillique : Лепеница) est une région située au centre de la Serbie. Elle constitue un sous-ensemble de la région plus vaste de la Šumadija (Choumadie). Elle doit son nom à la rivière Lepenica, un affluent gauche de la Velika Morava.
Les localités les plus importantes de la région de la Lepenica sont Kragujevac, Batočina et Lapovo.